# هزاره هفتم (پیش از میلاد)
(هزاره ۸ پ‌م - هزاره ۷ پ‌م - هزاره ۶ پ‌م - هزاره‌های دیگر)
هزاره هفتم پیش از میلاد، سال‌های ۷۰۰۰ تا ۶۰۰۱ پیش از میلاد (حدود ۹ هزار سال پیش از میلاد تا حدود ۸ هزار سال پیش از میلاد) را در بر می‌گرفت. تعیین دقیق تاریخ وقایع پیرامون این هزاره غیرممکن است و تمام تاریخ‌های ذکر شده در اینجا، تخمین‌هایی هستند که عمدتاً بر اساس تحلیل‌های زمین‌شناسی و انسان‌شناسی ارائه شده‌اند.
در اواخر این هزاره، جزایر بریتانیای کبیر و ایرلند با افزایش سطح دریا از اروپای قاره‌ای جدا شدند.

## جوامع[۱]
جمعیت
فرهنگ و فناوری نوسنگی در خاور نزدیک تا ۷۰۰۰ سال پیش از میلاد مسیح برقرار شد و شواهد فزاینده‌ای در طول هزاره گسترش یا معرفی آن به اروپا و خاور دور وجود دارد. با این حال، در بیشتر نقاط جهان، از جمله شمال و غرب اروپا، مردم هنوز در جوامع پراکنده شکارچی-گردآورنده پارینه سنگی زندگی می‌کردند. تمدن مس سنگی مهرگره حدود ۷۰۰۰ سال پیش از میلاد مسیح آغاز شد. اعتقاد بر این است که جمعیت جهان پایدار بوده و به آرامی در حال افزایش بوده است. تخمین زده شده است که در پایان این هزاره، شاید ده میلیون نفر در سراسر جهان وجود داشته است که تا ۵۰۰۰ سال پیش از میلاد به چهل میلیون و تا ۱۶۰۰ سال پیش از میلاد به ۱۰۰ میلیون نفر رسیده است، که میانگین نرخ رشد ۰.۰۲۷٪ در سال از آغاز نوسنگی تا عصر برنز میانی است.
اروپا
فرهنگ و فناوری نوسنگی حدود ۷۰۰۰ سال پیش از میلاد به ترکیه و یونان مدرن و تقریباً در همان زمان به کرت رسید. نوآوری‌ها، از جمله معرفی کشاورزی، از خاورمیانه از طریق ترکیه و مصر گسترش یافت. شواهدی از گوسفند یا بز، خوک و گاو اهلی شده، همراه با غلات گندم نان کشت شده وجود دارد. اعتقاد بر این است که اهلی کردن خوک‌ها در اروپای شرقی حدود ۶۸۰۰ سال پیش از میلاد آغاز شده است. خوک‌ها ممکن است از گراز وحشی اروپایی سرچشمه گرفته باشند یا احتمالاً توسط کشاورزانی که از خاورمیانه مهاجرت می‌کردند، معرفی شده‌اند. شواهدی وجود دارد که حدود ۶۲۰۰ سال پیش از میلاد نشان می‌دهد کشاورزانی از خاورمیانه به دانوب رسیده و به رومانی و صربستان نقل مکان کرده‌اند. کشاورزی به تدریج در طول چهار هزاره بعدی به سمت غرب و شمال گسترش یافت و سرانجام حدود ۳۰۰۰ سال پیش از میلاد به بریتانیای کبیر و اسکاندیناوی رسید تا گذار اروپا از میان‌سنگی به نوسنگی را تکمیل کند.
خاور نزدیک
دوره عبید (حدود ۶۵۰۰ تا ۳۸۰۰ پیش از میلاد) در بین‌النهرین آغاز شد، نام آن از تل العبید گرفته شده است، جایی که اولین کاوش‌های مهم در آن انجام شد.
در پایان این هزاره، اریحا به یک سکونتگاه کشاورزی بزرگ با حدود هشت تا ده هکتار در داخل دیوارهایش تبدیل شده بود. کتلین کنیون تخمین می‌زند که حدود سه هزار نفر در آن زندگی می‌کردند. ساخت و ساز با استفاده از ابزارهای سنگی برای قالب‌گیری گل رس به آجر انجام می‌شد. محصول اصلی گندم بود.
استپ
«گوسفند و بز در جنوب غربی آسیا، احتمالاً در منطقه آناتولی شرقی و شمال سوریه بین ۸۰۰۰ تا ۷۵۰۰ سال قبل از میلاد، اهلی شدند و بخشی از بسته کشاورزی بودند که در طول جنبش‌های پیشگامانه در هزاره هفتم به یونان و بالکان منتقل شد. از آنجا، گله‌داری گوسفند و بز اهلی به تدریج توسط جوامع علوفه‌خوار در استپ پونتیک-خزر در طول هزاره‌های ششم و پنجم رواج یافت و به بخش اساسی اقتصاد گله‌داران تبدیل شد.»

## تغییرات زمین‌شناسی و اقلیمی[۱]
نورث‌گریپین
در مقیاس زمانی زمین‌شناسی، «نورث‌گریپین» از حدود ۶۲۳۶ پیش از میلاد (تا حدود ۲۲۵۰ پیش از میلاد) جانشین «گرینلندین» شد. نقطه شروع نورث‌گریپین، رویدادی به اصطلاح ۸.۲ کیلوسال است که یک تغییر ناگهانی آب و هوایی به مدت حدود چهار قرن بود که در آن کاهش قابل توجهی در دمای جهانی رخ داد، که احتمالاً ناشی از هجوم آب‌های ذوب شده یخچال‌های طبیعی به اقیانوس اطلس شمالی بود.
پیدایش بریتانیای کبیر و ایرلند
اعتقاد بر این است که این هجوم، یکی از عوامل پیدایش بریتانیای کبیر و ایرلند به عنوان جزایری جدا از قاره اروپا بوده است. پس از پایان آخرین عصر یخبندان حدود ۹۷۰۰ سال پیش از میلاد، افزایش سطح دریا به تدریج داگرلند، پلی زمینی که بریتانیای کبیر را به دانمارک و هلند متصل می‌کرد، را زیر آب برد. این فرآیند، تشکیل دریای شمال و کانال مانش را آغاز کرد. در غرب، منطقه خشکی کم‌ارتفاع دیگری در حال غرق شدن بود تا دریای ایرلند را تشکیل دهد و ایرلند را به وجود آورد. در نیمه دوم هزاره هفتم، رانش زمین در نزدیکی نروژ رخ داد و سونامی عظیمی ایجاد کرد که داگرلند و جامعه میان‌سنگی آن را که حدود ۵۰۰۰ شکارچی-گردآورنده بودند، به طور کامل در بر گرفت. حدود ۶۱۰۰ سال پیش از میلاد، بریتانیای کبیر به یک جزیره تبدیل شده بود.

## نجوم[۱]
مشتری در سال ۶۸۵۷ پیش از میلاد، زحل را پنهان کرد. این یکی از نادرترین رویدادهای نجومی در منظومه شمسی است و رویداد بعدی در ۱۷ فوریه سال ۷۵۴۱ رخ داد.

## سده‌ها
- سده ۷۰ پ. م
- سده ۶۹ پ. م
- سده ۶۸ پ. م
- سده ۶۷ پ. م
- سده ۶۶ پ. م
- سده ۶۵ پ. م
- سده ۶۴ پ. م
- سده ۶۳ پ. م
- سده ۶۲ پ. م
- سده ۶۱ پ. م